# Nesidiocoris tenuis
Nesidiocoris tenuis är en insektsart som först beskrevs av Reuter 1895.  Nesidiocoris tenuis ingår i släktet Nesidiocoris och familjen ängsskinnbaggar. Inga underarter finns listade i Catalogue of Life.